# Gianni Caldana
Gianni Caldana (n. 29 noiembrie 1912, Vicenza, Italia – d. 6 septembrie 1995, Desenzano del Garda, Lombardia, Italia) a fost un atlet italian, medaliat olimpic. A participat la o ediție a Jocurilor Olimpice (1936) în care a câștigat medalia de argint în proba de 4x100 m.

## Palmares
| An   | Competiție           | Locație          | Loc | Eveniment     | Note   |
| ---- | -------------------- | ---------------- | --- | ------------- | ------ |
| 1934 | Campionatul European | Torino, Italia   | 12  | 110 m garduri | NT     |
| 1936 | Jocurile Olimpice    | Berlin, Germania | 13  | 110 m garduri | 15,1 s |
| 1936 | Jocurile Olimpice    | Berlin, Germania | 2   | 4x100 m       | 41,1 s |
| 1936 | Jocurile Olimpice    | Berlin, Germania | 12  | lungime       | 7,26 m |
| 1938 | Campionatul European | Paris, Franța    | 4   | 4x100 m       | 41,3 s |